# NXT TakeOver: Respect
NXT TakeOver: Respect was een professioneel worstelshow en WWE Network evenement dat georganiseerd werd door WWE voor hun NXT brand. Het was de 7e editie van NXT TakeOver en vond plaats op 7 oktober 2015 in het Full Sail University in Winter Park, Florida.

## Matches
| Nr. | Match                                                                 | Winnaar(s)             | Opmerkingen                                                  | Bron  |
| --- | --------------------------------------------------------------------- | ---------------------- | ------------------------------------------------------------ | ----- |
| 1   | Finn Bálor & Samoa Joe vs. The Mechanics (Dash Wilder & Scott Dawson) | Finn Bálor & Samoa Joe | Dusty Rhodes Tag Team Classic tournament halve finale.       | [ 2 ] |
| 2   | Baron Corbin & Rhyno vs. Chad Gable & Jason Jordan                    | Baron Corbin & Rhyno   | Dusty Rhodes Tag Team Classic tournament halve finale.       | [ 2 ] |
| 3   | Asuka vs. Dana Brooke (met Emma)                                      | Asuka                  | Eén-op-één match. Asuka won door submission.                 | [ 2 ] |
| 4   | Apollo Crews vs. Tyler Breeze                                         | Apollo Crews           | Eén-op-één match.                                            | [ 2 ] |
| 5   | Finn Bálor & Samoa Joe vs. Baron Corbin & Rhyno                       | Finn Bálor & Samoa Joe | Dusty Rhodes Tag Team Classic tournament finale              | [ 2 ] |
| 6   | Bayley (c) (3) vs. Sasha Banks (2)                                    | Bayley                 | 30-minuten Iron Man match voor het NXT Women's Championship. | [ 2 ] |